# لانتانا هندية
لانتانا هندية (الاسم العلمي: Lantana indica) هي نوع نباتي يتبع جنس اللانتانا من فصيلة اللويزية.